# Марк Юній Брут
Марк Юній Брут Молодший (лат. Marcus Junius Brutus) (85 —42 рр до н.е) — один із найвідоміших діячів політичного життя античного Риму сер. І ст. до н. е., представник політичної еліти пізньої Римської республіки. Народився у Римі, походив зі знатної плебейської родини Юніїв. З юних років вважався добрим оратором і навіть отримав титул princeps iuventutis — «перший серед молоді». Був призначений монетарем у 55 р. до н. е. У 53 до н. е. отримує посаду квестора.
Під час громадянської війни (49—45 до н. е.) спочатку підтримував республіканців, але після поразки Гнея Помпея Великого перейшов на бік Гая Юлія Цезаря, у якого користувався великими привілеями і належав до його найближчого оточення. Отримав посаду претора у 44 до н. е. і проконсула Криту.
Згодом став одним із організаторів змови і вбивства Юлія Цезаря. Є свідчення, що саме Брут був останнім, хто завдав удару Цезарю. Після заколоту разом з іншими змовниками був змушений залишити Рим, чим скористалися Октавіан Август та Марк Антоній, які оголосили створення тріумвірату і захопили владу у місті. Марк Юній Брут разом з іншими змовниками зібрав армію і виступив проти тріумвірів. Вирішальна битва між ними відбулася у 23 жовтня 42 до н. е при Філліпах, де війська республіканців були розбиті, а Брут наклав на себе руки.
Брут, як політик пізньої Республіки, залишив глибокий слід в історії своєї держави. Він дотримувався староримських традицій. Цицерон цінував Брута за те, що той зберігав вірність республіканським ідеалам і присвятив йому частину своїх творів, зокрема діалог «Брут» і трактат «Оратор».

## Походження
Марк Юній Брут походив зі знатної плебейської сім'ї Юніїв. Одним із найвизначніших представників цієї сім'ї був Луцій Юній Брут, легендарний засновник Римської Республіки та людина, яка скинула останнього римського царя Тарквінія Гордого. За свідченнями деяких давньоримських істориків, зокрема Діонісія Галікарнаського, представники цього роду входили до складу першої колегії народних трибунів. Він також у своїх «Римських давностях» описує, що родовід Юніїв починається з товариша легендарного Енея. У 325 році один із Юніїв досяг консульства. І до часів II Пунічної війни представники цього роду регулярно зустрічалися в Капітолійських фастах. Серед них — Марк та Публій, які були народними трибунами у 195 році до н. е. Саме перший, який досяг консульства в 178 році до н. е., став предком наступних поколінь Брутіїв. Марк Юній Брут, будучи на посаді монетарія Римської Республіки, карбував монети із зображенням свого відомого предка.

### Батьки
Марк Юній Брут був єдиною дитиною в сім'ї Марка Юнія Брута Старшого та Сервілії. Його батько був народним трибуном у 83 році до н. е., який виступив на боці Марка Емілія Лепіда, під час Громадянської війни в Римі у 83-82 роках до н. е. За наказом Гнея Помпея Великого він був убитий.
Сервілія походила із знатних патриціанських родів Риму (з роду Сервіліїв Цепіонів). Серед видатних представників можна назвати Квінта Сервілія Цепіона Молодшого, батька Сервілії, який був претором 91 року до н. е. та проконсулом 90 року до н. е., а також Квінта Сервілія Цепіона, який був воєнним трибуном у 129—127 роках до н. е., претором у 109 році до н. е., проконсулом Далекої Іспанії в 108—107 роках до н. е, консулом у 106 році, проконсулом Нарбонської Галлії у 105 році до н. е. Відомий тим, що під його керівництвом римське військо було розгромлене германцями при Араузіоні. Зведеним братом Сервілії був Марк Порцій Катон Молодший, який став авторитетом для Брута та вплинув на його розвиток як особистості. Після смерті свого чоловіка Сервілія стає дружиною Децима Юнія Сілана. Вона народила три дочки. За свідченнями Аппіана Александрійського та Плутарха, Сервілія була коханкою Гая Юлія Цезаря і Брут був його сином, проте Плутарх у своїй біографії Цезаря згадує цей зв'язок у 63 році до н. е., а Светоній Транквіл — у період першого консульства Цезаря в 59 році до н.е. Сьогодні більшість істориків вважає, що це вигадка, бо на час народження Брута Гаю Юлію Цезарю було близько 15 років. У 59 році до н.е Марк Юній Брут був усиновлений своїм дядьком Квінтом Сервілієм Цепіоном, і став відомий як Квінт Сервілій Цепіон Брут. Але згодом Брут почав знову використовувати ім'я, яке йому дали під час народження. А після вбивства Цезаря він повернув своє прийомне ім'я для того, щоб продемонструвати свою схожість з відомим тирановбивцем Гаєм Сервіліусом Ахалою.

### Дитинство та юність
Марк Юній Брут втратив батька дуже рано, тому вихованням займалися мати Сервілія та дядько Марк Порцій Катон Молодший. Особливу увагу розвитку юнака приділяв останній. Саме Катон прищепив йому любов до грецької філософії. Брут став великим прихильником Платонівської Академії. Хлопець отримав гарну освіту. Відомо, що його вчителем із граматики був відомий сирієць Стабілій Ерот. Далі Брут відправився до Афін, де продовжив своє навчання та знайомство з грецькою філософією. В Афінах він познайомився з відомим філософом Антіохом Аскалонським, а також зі Тітом Помпонієм Аттіком, який сприяв молодому Бруту в утвердженні його в колах римської еліти. Після Афін Марк вирушив до Родосу, який був відомий своїми вчителями з ораторства, де і навчався цьому мистецтву. Пізніше став одним із найкращих у цій справі.
На формування особистості Брута вплинуло ряд факторів, серед яких були приналежність до роду першого напівлегендарного консула, «виховання по Катону», захоплення філософією, вплив Сервілії та її брата Катона. Сім'я Брута була в центрі політичних подій. Навіть Сервілія, яка не брала участі в житті держави в офіційному статусі, мала активну життєву позицію й висловлювала її Катону та Цезарю. Брут був для неї можливістю проводити свою політичну лінію, тому вона намагалася відволікти сина від філософії й направити в русло суспільного життя.

## Політична кар'єра
Політична кар'єра Марка Юнія Брута почалася з того, що він став помічником свого дядька, коли той був губернатором на Кіпрі. За цей час він розбагатів, даючи гроші під великі відсотки. У Рим Брут повернувся людиною з великим статком. У 54 році до н. е він став монетарієм. На цій посаді Брут відкарбував денарії з зображеннями двох героїв ранньої римської історії, які вважалися його предками: Луція Юнія Брута та Гая Сервілія Агали. У той період Марк Юній одружується на Клавдії яка була дочкою Аппія Клавдія Пульхра, консула 54 року до н. е. У наступному році його тесть відправляється проконсулом в Кілікію, а Брут квестором при ньому. На цій посаді Марк Юній збагачується, даючи під великі відсотки гроші царям із Каппадокії та Арменії. Повернувшись до Риму, Брут бере активну участь у політичному житті Риму, зокрема виголошує промови проти Помпея, який у той період мав майже диктаторські повноваження.
Марк Брут від природи мав філософський склад розуму, був розсудливим, і, що особливо викликало симпатію й повагу сучасників, щирість та чесність. Він намагався діяти під впливом переконань та уявлень про справедливість, суспільне благополуччя, приносячи в жертву власні інтереси та почуття: до заговору 44 г. до н. е. Брут був успішний як політик.

### Війна між Помпеєм та Цезарем
За свідченням Плутарха, на початковій стадії конфлікту майже всі вважали, що Брут підтримає Цезаря, адже він ще з дитячих років ненавидів Помпея, бо той убив його батька. Проте він виступив на чолі Оптиматів, головою яких був Гней Помпей Великий. У 52 році до н. е він відмовився стати квестором при Цезарю в Галлії. Вважається, що з того періоду Брут уже був прихильником партії Оптиматів. На початку війни Марк Юній відправляється в якості легата до Кілікії, щоб домовитися з тамтешніми місцевими общинами про надання війську Помпея воїнів, кораблів та грошей. Після цього Брут вирушив до табору Помпея. За свідченням Плутарха, Гней так був радий приїзду Марка Юнія, що навіть обійняв його. Після поразки при Фарсалі, Брут перейшов на бік Гая Юлія Цезаря. Уцілівши під час битви, Марк Юній відправився до Лариса, звідки написав листа до Цезаря, якому останній дуже зрадів. У давньоримських історичних творах навіть згадується, що Цезар наказав своїм воєначальникам не вбивати Брута в битві, а взяти в полон, а якщо він не погодиться їхати до нього, то воїни повинні його відпустити. За Плутархом, саме Брут порекомендував Гаю Юлію шукати Помпея в Єгипті. Перед від'їздом в Африку, Цезар призначив Брута намісником Цизальпійської Галлії, що було свідченням великої довіри до нього, адже Марк Юній не був ще ні претором, ні консулом. На цій посаді Брут зарекомендував себе як умілий керівник і навіть заслужив схвальні відгуки від самого Цезаря. Навесні 45 року до н. е. Марк Юній повертається до Риму. Там його було призначено претором разом із побратимом Кассієм. Вони обидва претендували на посаду міського претора, але Цезар віддав перевагу саме Бруту. У 41 році до н. е планувалося, що Брут отримає посаду консула. У той період він розірвав шлюб із дружиною та одружився зі своєю двоюрідною сестрою Порцією Катоніс, яка була дочкою Катона. За свідченнями Цицерона, цей шлюб викликав певний конфлікт у середовищі римської еліти, адже Брут не надав вагомих аргументів щодо розлучення зі своєю колишньою дружиною Клавдією. Новий шлюб викликав також сварку між Марком Юнієм та його матір'ю, яка була незадоволена прив'язаністю Брута до Порції.

## Змова та вбивство Цезаря
Після повернення у 45 році до н. е. Цезаря до Риму більшість людей були незадоволені його рішеннями, адже він порушував багато законів, і в різних колах населення почали виникати розмови про його наміри узурпувати владу, ставши диктатором. Спочатку Брут вірив у відновлення Республіки Гаєм Юлієм, але ці надії почали швидко розвінчуватися. За свідченнями Плутарха, Кассій, а не Марк Юній був організатором змови. Саме він умовив Брута стати на чолі змовників, адже вважав його найпочеснішим з кола прибічників. А позаяк Марк Юній був найщирішим прибічником Республіки, він згодився на цей крок. Сам Цезар, за Плутархом, боявся мужності, відомого імені та багаточисленних друзів Брута, проте щиро довіряв йому та вірив, що Марк Юній буде підтримувати Цезаря протягом усього його правління і стане після його смерті. З листів Брута до Цицерона дізнаємося, що він би вбив навіть рідного батька, якщо б довідався, що той має наміри стати тираном. За різними свідченнями, число змовників було різним. Аппіан називає 15, а Светоній у своїй праці описує, що змовників усього було 60. Про змову знала також дружина Брута Порція.
Змовники вирішили убити Цезаря в день останнього засідання Сенату, перед від'їздом Цезаря в парфянський похід (15 березня 44 року до н. е.). Усі зібралися в портику Помпея та очікували Цезаря. У той день він спізнювався й усі змовники почали нервувати, навіть дружина Брута, яка була вдома, але не могла зберігати спокій та постійно посилала слуг до Сенату. Коли все ж таки Гай Юлій з'явився в залі Сенату, його увагу відволік Тілліус Кімбер, який просив Цезаря випустити на свободу його брата, а після розмови схопив його тогу. Після цієї дії усі учасники змови накинулися на Гая Юлія. Спочатку він боровся з нападниками, але коли серед змовників побачив Брута, якому безмежно довіряв, Цезар промовив: «І ти, Бруте?» Після цього він перестав чинити опір, підкорившись своїй долі.
Відразу після вбивства, Брут виступив уперед та хотів проголосити промову, проте більшість сенаторів були в розпачі та почали втікати, хоча їх ніхто не чіпав. Змовники вирушили на Капітолій, закликаючи усіх громадян до свободи. Багаточисленна громада зібралася біля Капітолія, де Брут виголосив промову, пояснюючи, що сталося. Люди відповідали похвалою та закликали змовників спуститися на форум, де Брута поставили на ораторський майданчик, де він ще один раз проголосив промову. Проте коли Цинна почав виступати та говорити погані речі про Цезаря, громадяни почали демонструвати своє незадоволення. Змовникам знову прийшлося піднятися на Капітолій.. Наступного дня відбулося засідання сенату в храмі Землі, де Марк Антоній, Цицерон постановили не тільки вважати змовників вільними за свій злочин, а й нагородити їх. Також між ними були поділені провінції: Бруту — Крит, Кассію — Африка, Требонію — Азія, Кімвру — Віфінія, іншому Бруту — Галлія, що лежить по Еридану. Щодо поховання Цезаря, то Брут, прислухавшись поради Марка Антонія, вирішує провести в останню путь Гая Юлія з усіма почестями.

## Громадянська війна між Марком Юнієм Брутом та Октавіаном Августом
Ситуація в Римі була нестабільною, поширювалися чутки про те, що до столиці збираються військові ветерани Цезаря, які хочуть помститися за свого полководця. За цих обставин змовники вирішують покинути Рим, вирушивши до Антії. Саме в той час до Риму приїжджає молодий Октавіан, внучатий племінник Цезаря, який за заповітом був усиновлений Гаєм Юлієм та ставав його наступником. Октавіан відразу почав здобувати прихильність римського населення, роздаючи щедрі пожертви на честь смерті Цезаря. У той період держава розділилась на два табори — Октавіана та Марка. Розчарований Брут вирушає до Елеї, а звідти до Афін. Там він поринув у філософію та науку, але разом із тим готувався до війни. Брут відправляє в Македонію Герострата, для підтримки його військами, які базувалися там. До Марка Юнія приєднуються залишки воїнів Помпея. Брут захопив великий військовий склад в Деметріаді, а також змусив віддати 500 тис. драхм від Атістія, який віз їх до Італії. У цей час Сенат підтримав Октавіана у конфлікті з Антонієм і останній покинув Італію. Проте Октавіан, незважаючи на Сенат, прагнув консульства і мав велике військо. Вищі органи Римської Республіки були незадоволені діями Октавіана та хотіли повернути Брута, закріпивши за ним його провінції. Однак Октавіан звернувся до Антонія з проханням створити разом союз, відомий як II Тріумвірат. Взявши в облогу Рим, Октавіан досяг консульства та відразу видав наказ про помсту вбивцям Цезаря. У цей час Брут активно збирає війська і переправляється з ними до Малої Азії для будівництва сильного флоту. У Сардах війська Кассія та Брута об'єдналися і їх обох визнали імператорами. Уже готуючись до переправи з Малої Азії до Європи, за свідченням Плутарха, до намету Брута прийшов невідомий дух, який на питання Марка Юнія про те, хто він, відповів: «Я твій злий геній, ти побачиш мене при Філліпах». Вирішальна битва відбулася 3-23 жовтня 42 року при Філліпах. Першу битву переміг Брут, який захопив табір Октавіана, проте війська Октавіана вдарили по флангу Кассія та змусили його відступити. Покинувши свої позиції, він з невеликою частиною свого війська став на пагорбі і, побачивши вершників, яких послав Брут, Кассій подумав, що це війська Октавіана та у відчаї накладає на себе руки. Марк Юній, думаючи, що його соратник перемагає, не надав йому допомоги, а другий вважав, що Брут розгромлений. Дізнавшись про таке нещастя, Брут відступає, намагається зібрати своє військо для останньої битви. Також він виплатив усі кошти, які обіцяв воїнам. У той час кораблі Марка Юнія розгромили ескадру, яка йшла на допомогу Октавіану. Октавіан з Антонієм пришвидшили приготування до наступу. Плутарх говорить, що у ніч перед битвою до Марка Юнія знову приходив дух. На початку другого бою війська Брута перемагали загони Октавіана, проте поступово над Марком Юнієм нависла загроза оточення, і, не змігши втримати опір, армія Брута почала відступати. Брут, вражений поразкою, оплакував своїх близьких, які загинули в битві. Після цього він порадив своїм друзям відступати, а сам вкоротив собі віку, адже не бачив далі перспективи в боротьбі і промовив, що краще померти вільним ніж рабом і встромив собі в груди меч.
Так закінчується яскраве життя одного з улюбленців Гая Юлія Цезаря, який зрадив свого покровителя. Марк Антоній звелів урочисто поховати Марка Юнія Брута, загорнувши його тіло у свою найдорожчу свиту. А Октавіан наказав йому відрубати голову, як свідчення перемоги та помсти за вбивство Цезаря, яку було відправлено до Риму, а прах Брута передано його матері Сервілії.
Марк Брут, вихований в дусі звичаїв предків, намагався бути достойним представником свого роду. Для того, щоб не забруднити пам'ять про свій рід, Брут вирішив стати на захист республіканської форми правління. Він був захисником римських цінностей. Ніхто із його сучасників, навіть політичних противників, таких як Антоній, не запідозрили Брута в корисливості й бажанні задовольнити власні амбіції. Не звинувачували вони Марка Юнія Брута і в зраді Цезаря, бо для багатьох було очевидним, що змова була не проти конкретної людини, а в ім'я ідеї. Ім'я Брута згадано в багатьох творах Середньовіччя, Нового часу, зокрема Данте і Шекспіра. У художній літературі образ Брута найчастіше пов'язаний із темою зради. Але таке трактування з'явилося пізніше.